# Зестермюге
Зестермюге (нім. Seestermühe) — громада в Німеччині, розташована в землі Шлезвіг-Гольштейн. Входить до складу району Піннеберг. Складова частина об'єднання громад Ельмсгорн-Ланд.
Площа — 23,35 км2. Населення становить 886 ос. (станом на 31 грудня 2020).

## Галерея

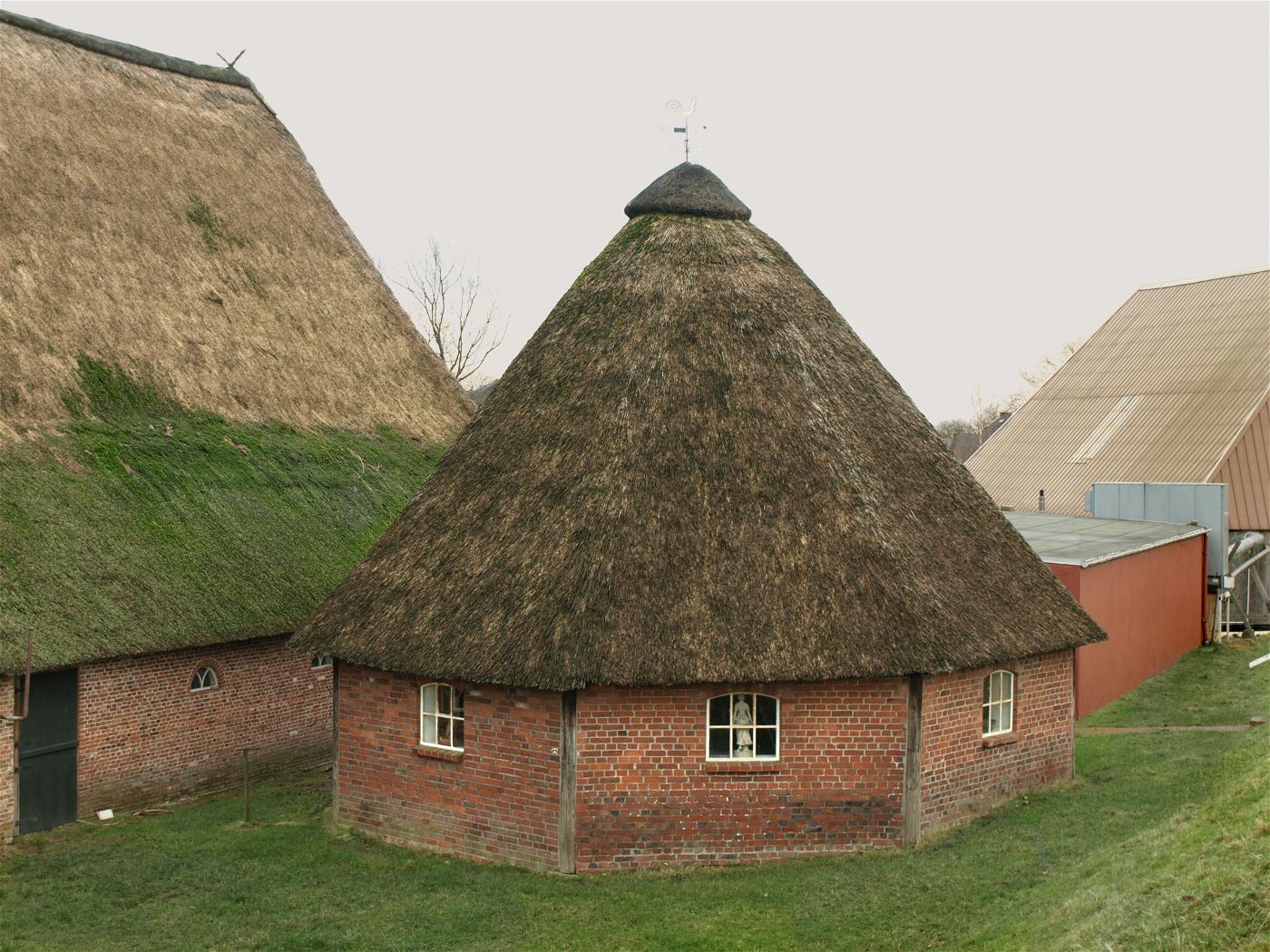